# Unterbayerisches Hügelland
Das den deutschen Anteil am Tertiärhügelland einnehmende Unterbayerische Hügelland, oftmals auch synonym oder in knapp abweichender Bedeutung Niederbayerisches Hügelland genannt, nimmt einen großen Teil der Fläche des bayerischen Regierungsbezirks Niederbayern ein, umfasst jedoch auch Gebiete im Norden Oberbayerns und im Süden der Oberpfalz.
Nordöstlich wird das Unterbayerische Hügelland vom Bayerischen Wald begrenzt, nordwestlich von der Fränkischen Alb, westlich von der Donau-Iller-Lech-Platte sowie südlich bis südöstlich von den Isar-Inn-Schotterplatten, die sich speziell im Südosten unmittelbar mit dem Tal des unteren Inn anschließen.
In der naturräumlichen Gliederung Deutschlands durch die Bundesanstalt für Landeskunde wurde das Niederbayerische Hügelland als Haupteinheitengruppe (Kennziffer 06) ausgewiesen.
Im westlichen Teil des Unterbayerischen Hügellandes liegt die Hallertau, das weltgrößte Hopfenanbaugebiet, im (Süd)Osten das Niederbayerische Bäderdreieck.

## Abgrenzung von Nachbarlandschaften
Die beiden nördlichen Nachbarlandschaften Bayerischer Wald (Mittelgebirgsschwelle) und Fränkische Alb (Südwestdeutsches Stufenland) gehören jeweils zu anderen Großregionen 1. bis 2. Ordnung.
Demgegenüber gehören die Landschaften, die das Hügelland nach Westen, Süden und Südosten einrahmen, ebenfalls zum (Nördlichen) Alpenvorland, bestehen jedoch aus pleistozänen Flussschottern und Altmoränen, während sich das Unterbayerische Hügelland in der Hauptsache aus Sedimenten von Meeres- und Süßwassermolasse und pliozänen Flussschottern aufbaut. Bereits die begrenzenden Täler von Lech (Westen) und Inn (Süden bis Südosten) unterscheiden sich deutlich von denen der hiesigen Großlandschaft, die vor allem durch das Tal der unteren Isar segmentiert wird.
Dem Unterbayerischen Hügelland sehr ähnlich, aber durch das Inntal abgetrennt, ist das auf österreichischem Boden liegende Hausruckviertler Berg- und Hügelland. Im weit nach Österreich reichenden Blatt Burghausen der Feingliederung 1 : 200.000 wurde dieser östliche Teil des Tertiärhügellandes auch numerisch als Haupteinheit 065 mit einsortiert.

## Unter- vs. Niederbayerisches Hügelland

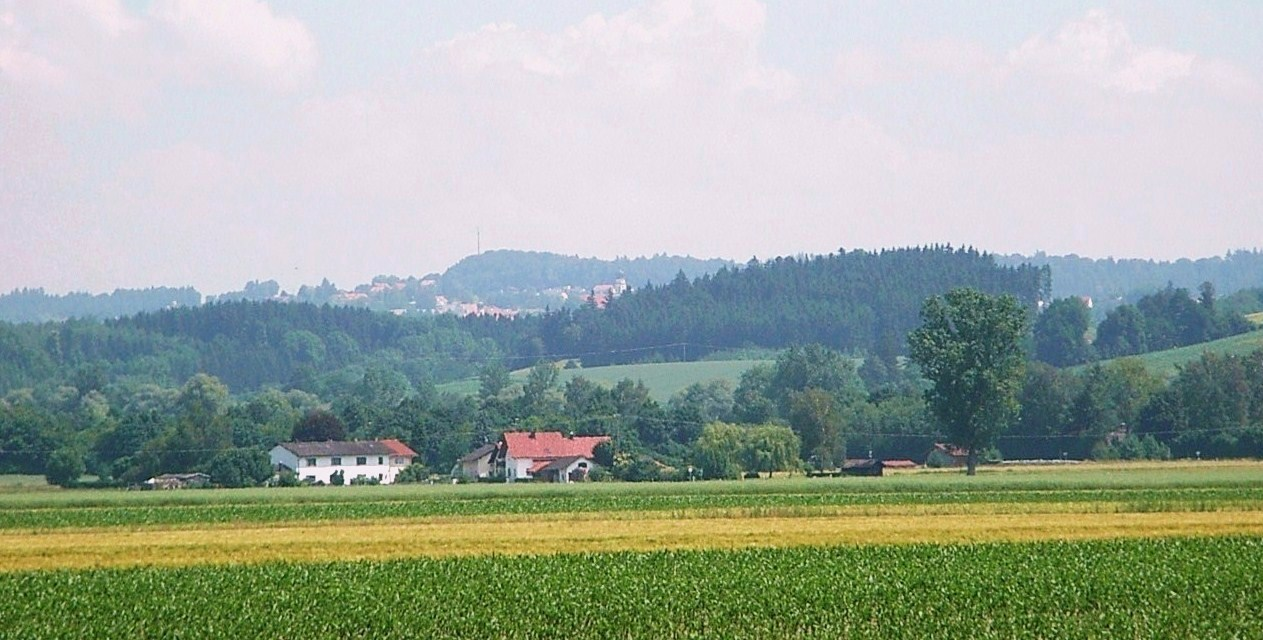
Im Unterbayerischen Hügelland bei Brombach

Im Jahre 1953 ist das naturräumlich, insbesondere im Relief in sich geschlossene Unterbayerische Hügelland im Handbuch der naturräumlichen Gliederung Deutschlands der Bundesanstalt für Landeskunde beschrieben worden.
Der Begriff Unterbayern heißt in der Großlandschaft in etwa „am Unterlauf der rechten Donau-Zuflüsse zwischen Lech und Inn“, was dem Hügelland eher gerecht wird als Niederbayerisches Hügelland, da Niederbayern ein Regierungsbezirk ist und das Unterbayerische Hügelland auch die Regierungsbezirke Oberbayern und Oberpfalz berührt.
Obgleich der Begriff Unterbayerisches Hügelland dieses berücksichtigend die behandelte Landschaft treffend eingrenzt, wird heute der Begriff Niederbayerisches Hügelland mindestens ebenso häufig und größtenteils in synonymer Bedeutung angetroffen – insbesondere bezeichnet er eine bayrische Tourismusregion, die nicht auf Niederbayern beschränkt ist.
Dessen ungeachtet kann sich, je nach Erwähnung, der Begriff Niederbayerisches Hügelland auch explizit (und andere Teile ausschließend) auf den niederbayerischen Teil des Hügellandes beziehen.

## Naturräumliche Gliederung
Wie folgt gliedert sich das Unterbayerische Hügelland (gegliedert von Westen nach Osten und in zweiter Linie von Norden nach Süden; wichtige Orte sind je unterhalb der zweistelligen Haupteinheit aufgeführt):
- 06 Unterbayerisches Hügelland
  - 063 Donaumoos
    - Neuburg an der Donau, Ingolstadt

  - 064 Dungau
    - Regensburg, Mallersdorf-Pfaffenberg, Straubing

  - 062 Donau-Isar-Hügelland
    - Aichach, Schrobenhausen, Pfaffenhofen, Dachau, Freising, Mainburg, Moosburg, Pfeffenhausen, Rottenburg, Ergoldsbach

  - 061 Unteres Isartal
    - Landshut, Dingolfing, Landau

  - 060 Isar-Inn-Hügelland
    - Vilsbiburg, Eggenfelden, Pfarrkirchen, Triftern, Bad Birnbach, Bad Griesbach, Ortenburg

  - 065 Hausruckviertler Berg- und Hügelland[3]
  - 066 Traun-Donau-Enns-Schotterplatten[3]

Die ganz auf österreichischem Boden liegenden Einheiten 065 und 066 sind erst 1979 auf Blatt Burghausen der Feingliederung eingeführt worden, auf dessen Blattbereich 065 immerhin zu knapp seiner Hälfte liegt. Das Hausruckviertler Berg- und Hügelland als oberösterreicherischer Teil des Tertiärhügellandes stellt auch die natürliche südöstliche Fortsetzung des Unterbayerischen Hügellandes dar. Dem gegenüber setzen die Traun-Donau-Enns-Schotterplatten die Isar-Inn-Schotterplatten nach Osten fort und wären insofern eigentlich unter 05 einzunummerieren gewesen.
Das Untere Isartal der Isar trennt das im Süd(ost)en gelegene Isar-Inn-Hügelland vom Donau-Isar-Hügelland im Nordwesten, das wiederum durch das Donautal am Altbayerischen Donaumoos von der Fränkischen Alb getrennt wird. Ganz im Nordosten liegt der Dungau an der rechten Donauaue.
Die Westgrenze des Donau-Isar-Hügellandes zu der Donau-Iller-Lech-Platte reicht bis kurz vor das Tal des Lech, seine Südgrenze zu den Isar-Inn-Schotterplatten folgt in dem Tal der Amper von Dachau bis zur Mündung in die Isar bei Moosburg, wobei auch das am linken Ufer der Isar und damit rechts der Amper gelegene Freising auf der Naturraumgrenze liegt.
Das Isar-Inn-Hügelland stößt im Südosten unmittelbar an das Tal des unteren Inn, welches jedoch nicht mehr hinzu gezählt wird.

## Zuordnung nach BfN
Das Bundesamt für Naturschutz (BfN) hat das Unterbayerische Hügelland in einer weniger gängigen, leichten Modifikation der Gliederung des Instituts für Landeskunde mit den Isar-Inn-Schotterplatten (05) zur Einheit D65 Unterbayerisches Hügelland und Isar-Inn-Schotterplatten zusammengefasst. Diese Zusammenfassung schafft zwar ein kompaktes Gebiet, ist jedoch nicht vereinbar mit den naturräumlichen Eigenschaften beider Landschaften. Nach dem Institut für Landeskunde sind beides eigenständige Großregionen 3. Ordnung. Letztlich stellen die Isar-Inn-Platten geologisch eher eine – schmächtigere – östliche Fortsetzung der Donau-Iller-Lech-Platte dar.